# Comostola inops
Comostola inops là một loài bướm đêm trong họ Geometridae.